# خرمال تونكيني
خرمال تونكيني (الاسم العلمي: Diospyros tonkeana) هو نوع من النباتات يتبع جنس الخرمال من الفصيلة الأبنوسية.